# František Bayer
František Bayer (10. května 1885 Bernartice nad Odrou – 27. července 1942 Bernartice nad Odrou) byl československý politik a meziválečný poslanec Národního shromáždění za Československou stranu lidovou.

## Biografie
Po středoškolských studiích převzal otcovský statek. Staral se o osvětu mezi rolníky a začal být politicky aktivní. Velkou pozornost věnoval i zakládání českých menšinových škol ve svém regionu. Za 1. světové války bojoval na italské frontě v řadách rakousko-uherské armády. Po skončení války se zapojil do budování ČSL.
Po parlamentních volbách v roce 1925 se stal poslancem Národního shromáždění. Mandát si udržel do 25. září 1929. V následujících parlamentních volbách v roce 1929 si mandát neudržel. Znovu byl zvolen v parlamentních volbách v roce 1935. Mandát si oficiálně podržel do zrušení senátu roku 1939, přičemž krátce předtím ještě v prosinci 1938 přestoupil do nově vzniklé Strany národní jednoty.
V rodných Bernarticích nad Odrou byl mezi léty 1919–1938 starostou a zasloužil se o rozkvět obce (vybudování hasičského sboru, obecního vodovodu a elektrifikace). Po Mnichovské dohodě byla tato etnicky česká obec připojena k nacistickému Německu (pozdější Říšská župa Sudety) a František Bayer se stáhl z veřejného života. Zahynul 27. července 1942 po náhodném pádu ze stromu.